# Marietta dozieri
Marietta dozieri är en stekelart som beskrevs av Hayat 1986. Marietta dozieri ingår i släktet Marietta och familjen växtlussteklar.
Artens utbredningsområde är Haiti. Inga underarter finns listade i Catalogue of Life.